# District de Lahaul et Spiti
Le district de Lahaul et Spiti (hindi : लाहौल और स्पीती जिला) est un district de l'État d'Himachal Pradesh en Inde. Le nom tibétain du Lahaul est « Garsha » (གར་ཞ).

## Géographie
Le district consiste en deux territoires formellement séparés : Lahaul et Spiti.
Le chef-lieu est Keylong à Lahaul.
Avant que les deux districts ne fusionnent, Kardang était la capitale de Lahaul, et Dhankar la capitale de Spiti.
La population du district est de 31 564 habitants (en 2011) pour une superficie de 13 841 km2.

## Flore et faune

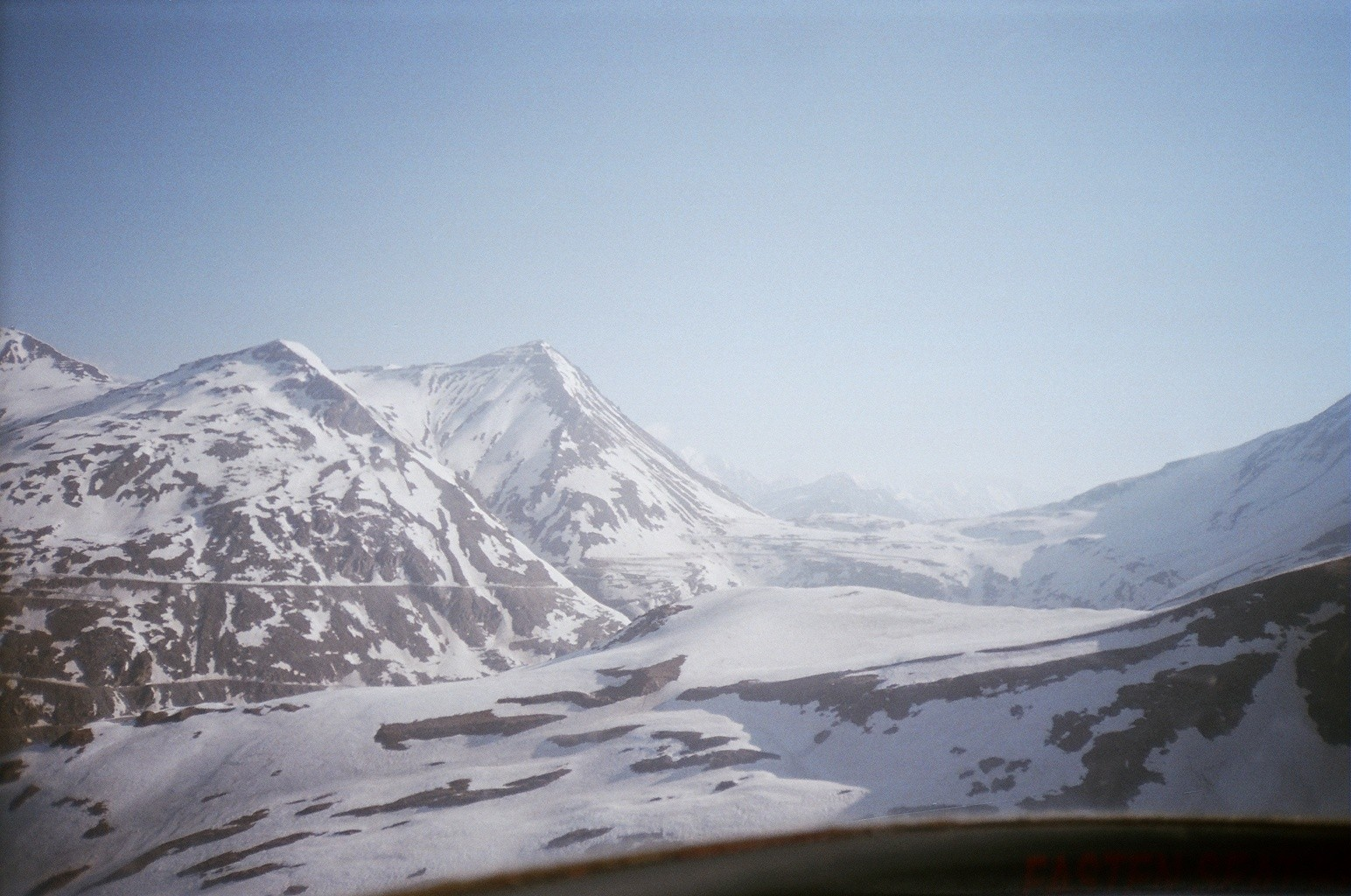
La vallée de Lahaul en hiver

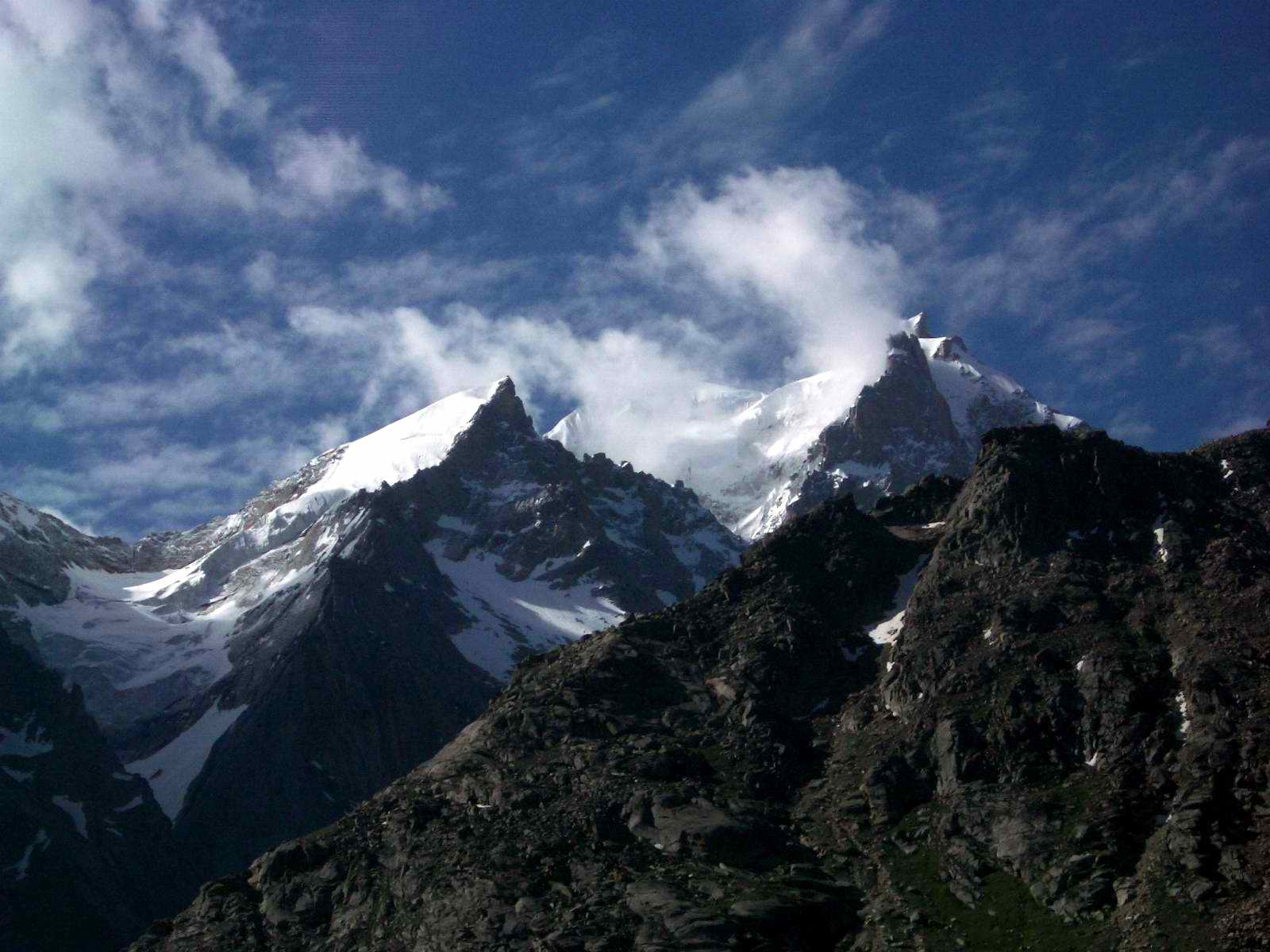
Montagnes dans le district

Les rudes conditions de Lahaul ne permettent que la croissance dispersée de touffes d'herbes et d'arbrisseaux vigoureux, même au-dessous de 4 000 mètres. On trouve d'ordinaire les lignes de glacier à 5 000 mètres.
Les animaux comme les yaks et les dzos errent à travers les plaines sauvages de Lingti. Cependant, la surchasse et la diminution des ressources alimentaires ont mené à une grande diminution dans la population d'antilopes tibétaines, d'argalis, de kiangs, de cerfs musqués et de léopards de neige dans ces régions, les réduisant au statut d'espèces en voie de disparition. Cependant, dans la vallée de Lahaul, l'on peut voir des bouquetins, des ours bruns, des renards et des léopards de neige pendant l'hiver.

## Peuple
La langue, la culture et les populations de Lahaul et Spiti sont liées de près. Généralement, les Lahaulis descendent de Tibétains et d'Indo-Aryens, alors que les Spiti Bhotia sont davantage semblables aux Tibétains, du fait de la proximité du Tibet. La peau plus claire et des yeux noisette sont vus principalement chez les Lahaulis.
Les langues du Lahauli et Spiti Bhotia appartiennent à la famille tibéto-birmane. Elles sont très similaires culturellement au Ladakhi et au Tibétain, la région ayant été placée sous la loi des royaumes du Guge et du Ladakh à diverses occasions.
Pour les Lahaulis, la famille est l'unité fondamentale de parenté. Le système prolongé de famille est commun, évolué du système polyandrique du passé. La famille est dirigée par un membre mâle supérieur, connu comme le Yunda, pendant que sa femme, connue comme la Yundamo, atteint l'autorité par le plus vieux membre dans la génération. Le système de clan, aussi connu comme Rhus, joue un autre rôle majeur dans la société de Lahaul.
La communauté de Bhotia de Spiti a un système d'héritage qui est unique aux Tibétains. À la mort des deux parents, seul le fils aîné héritera de la propriété de famille, alors que la fille aînée hérite des bijoux de la mère, et les plus jeunes frères ou sœurs n'héritent de rien. Les hommes ont recours d'ordinaire au système de sécurité sociale du Trans-Himalayan Gompas.

### Style de vie
Les modes de vie des Lahauli et Spiti Bhotia sont similaires, dû à leur proximité. La polyandrie a été largement pratiquée par les Lahaulis dans le passé, bien que cette pratique ait disparu. Le Spiti Bhotia ne pratique généralement plus la polyandrie, bien qu'elle soit acceptée dans quelques régions isolées.
Les divorces sont prononcés par une simple cérémonie exécutée en présence des anciens du village. Le divorce peut être recherché par l'un ou l'autre partenaire. Le mari doit la compensation de salaire à son ex-femme si elle ne se remarie pas. Cependant, ceci est rare parmi les Lahaulis.
L'agriculture est la principale source de revenus. Les occupations incluent l'élevage, le travail dans les programmes gouvernementaux, les services gouvernementaux, et d'autres entreprises et métiers qui incluent le tissage. Les maisons sont construites dans le style architectural tibétain, car la terre du Lahul et Spiti est montagneuse et tout à fait encline aux tremblements de terre.

## Religion

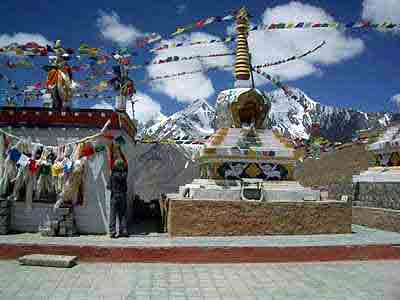
Kunzum Pass entre Lahaul & Spiti

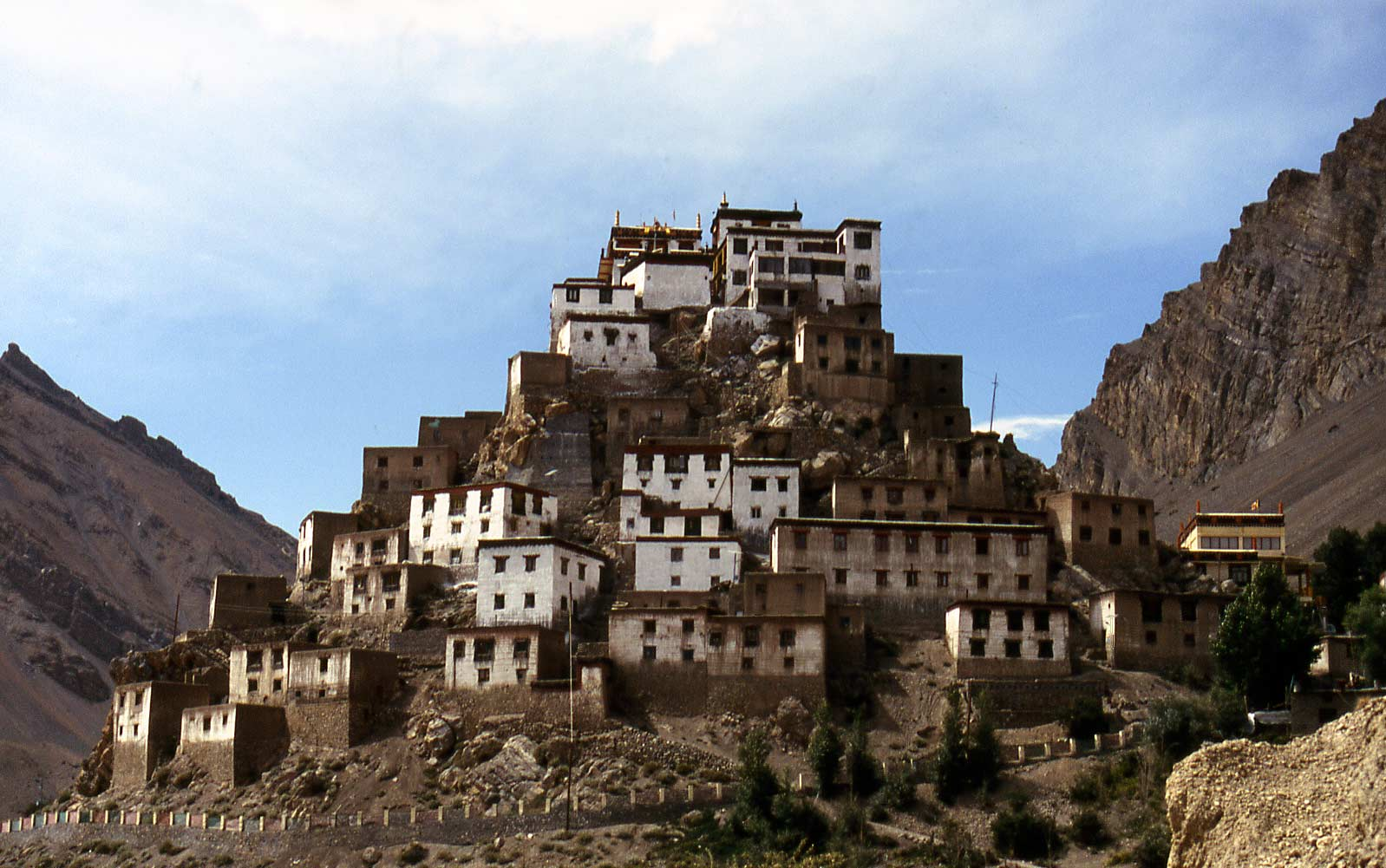
Le Ki-Gompa (monastère de Key) dans la Vallée de Spiti

La plupart des Lahaulis suivent une combinaison d'hindouisme et de bouddhisme tibétain de l'ordre Drukpa, alors que les Spiti Bhotia suivent le bouddhisme tibétain de l'ordre Gelugpa. Dans le Lahaul, la région de Baralacha-La a eu la plus forte influence bouddhiste, dû à sa proximité du Spiti. Lahul a des temples comme Triloknath, où les pèlerins adorent un certain dieu dans les manifestations différentes, notamment sous forme de Shiva et Avalokiteshvara. Ce bas-relief, de marbre blanc, représente Avalokiteshvara à six bras, divinité bouddhiste (l'incorporation de la compassion de Bouddha) dans une position assise stylisé ; les dévôts hindous prennent cet être pour Shiva Nataraj, la danse de Shiva. Cette image a l'air d'être du XVIe siècle habileté technique de Chamba. Il a été créé pour remplacer l'image de pierre noire originale de la divinité, qui était endommagée. Cette image originale est gardée en dessous du socle du sanctuaire. Elle a l'air d'être du XIIe siècle et de provenance cachemirienne.
Avant la diffusion du bouddhisme tibétain et de l'hindouisme, les gens étaient des adhérents de la religion Pe Chhoi, une religion animiste qui a eu des affinités avec le Bön, la religion chamane du Tibet. Alors que la religion a prospéré, l'animal et les sacrifices humains ont été régulièrement offerts jusqu'à l'« Iha », un terme qui se réfère aux esprits diaboliques résidant dans le monde naturel, notamment dans les vieux arbres crayon en cèdre, les rochers et les cavernes. Les traces de la religion de Chhoi de Pe peuvent être vues dans le comportement des lamas, qui selon les croyances posséderaient certains pouvoirs surnaturels.
Le festival du Losar (aussi connu comme Halda au Lahaul) est célébré entre les mois de janvier et de février. La date de célébration est décidée par les lamas. Il a la même signification que le Diwali le festival de hindouisme, mais est célébré dans une mode tibétaine.
Au début du festival, deux ou trois personnes de chaque ménage viendront brûler de l'encens. Les bâtons ardents sont alors entassés dans un feu de joie. Les gens prient alors Shiskar Apa, la déesse de la richesse dans la religion bouddhiste.

## Tourisme

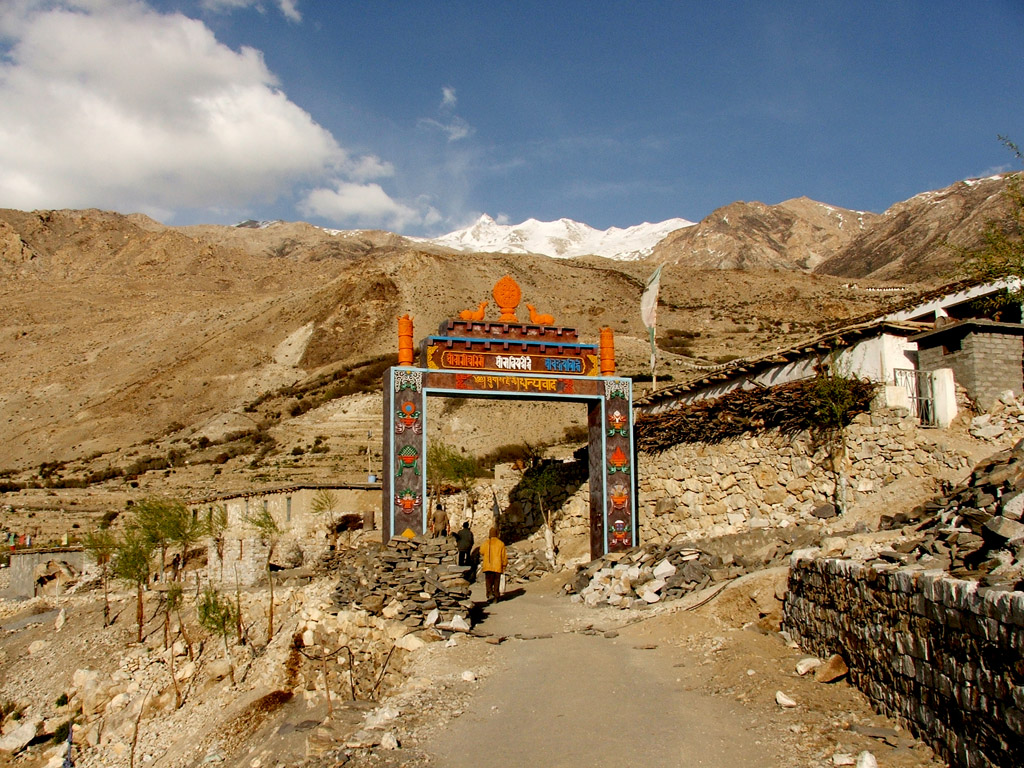
Entrée du monastère de Nako

Les paysages naturels et les monastères bouddhistes, comme Ki, Dhankar, Shashur, Ghantal de Gourou et Tayul Gompas, sont les attractions touristiques principales de la région.
Un des lieux les plus intéressants est le monastère de Tabo, monastère localisé à 45 km de Kaza, la capitale de la région de Spiti. Ce monastère a gagné en notoriété après avoir célébré son millénaire d'existence en 1996. Il loge une collection d'écritures bouddhistes, des statues bouddhistes et Thangkas. Le gompa ancien, dirigé par Dzangpo lama, est fait avec du plâtre de boue, il contient plusieurs écrits documents.
Un autre monastère célèbre, Kardang Gompa, est situé à une altitude de 3 500 m à travers la rivière qui est à environ 8 km de Keylong. Kardang a des relations par la route via le pont de Tandi qui est à environ 14 km de Keylong. Depuis le XIIe siècle, ce monastère loge une grande bibliothèque des écritures bouddhistes du Kangyur et Tangyur.
Le temps changeant au Lahaul et Spiti ne permet l'accès aux visiteurs qu'entre les mois de juin et octobre, quand les routes et les villages sont principalement libres de neige. Bien qu'il soit possible d'accéder à la région de Kinnaur (le long du Sutlej) toute l'année, la route est fermée d'une façon permanente.
Les avalanches et les routes mal goudronnées sont un autre problème dans cette région, et il y a eu plusieurs cas de touristes blessés ou tués.